# Lampman (Saskatchewan)
Pour les articles homonymes, voir Lampman.
Lampman est une ville du sud-est de la Saskatchewan au Canada.

## Démographie
| 2001 | 2006 | 2011 | 2016 |
| ---- | ---- | ---- | ---- |
| 650  | 634  | 713  | 675  |